# Riley Kestrel
Der Name Riley Kestrel bezeichnet Limousinen von Riley auf Basis des
- Riley 9 1929–1935,
- Riley 12/4 1934–1935,
- Riley 15/6 1934–1938,
- Riley 1 1/2 1936–1939

und Ausstattungsvarianten des BMC ADO16
- 1965–1967 Riley Kestrel 1100 und
- 1967–1969 Riley Kestrel 1300.